# Одоліна
Одоліна (словен. Odolina) — поселення в общині Хрпелє-Козіна, Регіон Обално-крашка, Словенія. Висота над рівнем моря: 505,6 м.

## Галерея

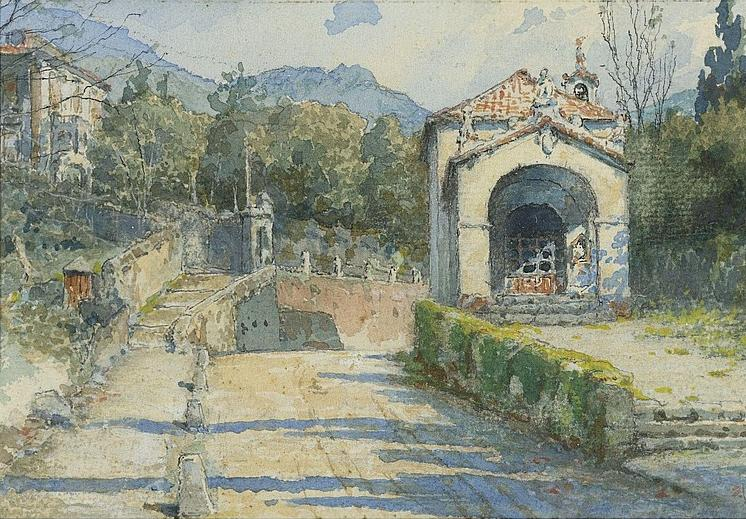
Villa and Gatehouse, Odolina — Rafail Sergeevich Levitsky (1907). The Di Rocco Wieler Private Collection, Toronto, Canada
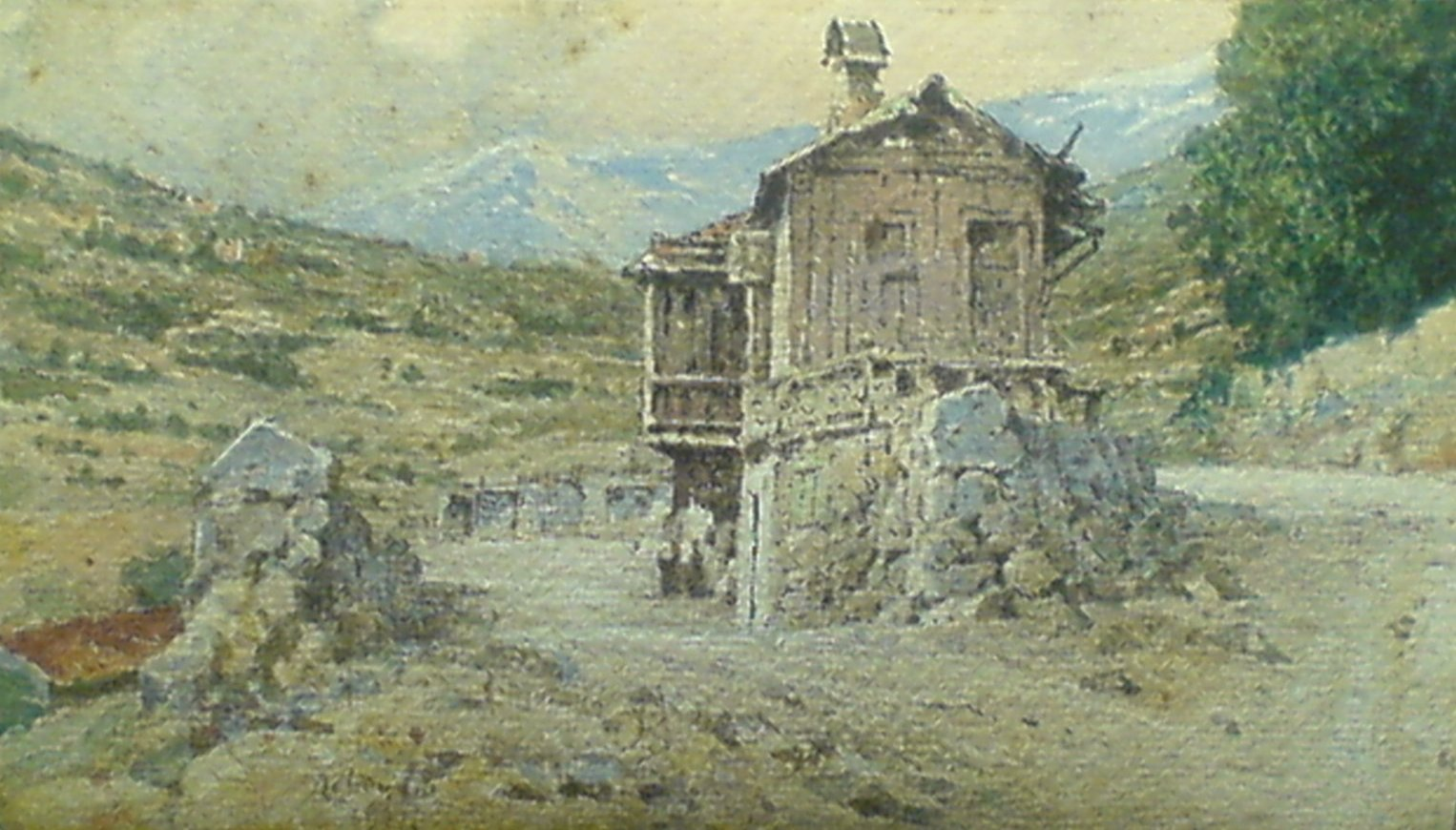
Gatehouse en route to Odolina — Rafail Sergeevich Levitsky (1907). The Di Rocco Wieler Private Collection, Toronto, Canada